# 格氏短沟蜷
格氏短沟蜷（学名：Semisulcospira gredleri）为肋蜷科短沟蜷属的动物，是中国的特有物种。分布于江苏、浙江、安徽、湖南、四川、广东、广西、贵州、云南等地，多栖息于河流内。